# システムキッチン
システムキッチンとは日本の台所の形態の一種。寸法と色調が統一された収納具、調理、洗浄設備、作業台などの各種部材を組み合わせて一体感を図る台所設備である。空間の有効利用、デザイン性、用途に合わせた機能的な収納などが主な利点とされる。
欧米で類似する概念にビルトインキッチン (built-in kitchen) があり、システムキッチンは和製英語 (system + kitchen) である。各部材を並列配置して構成された台所は「キッチンセット」 または「セクショナルキッチン」などと称される。台所の項目が詳しい。

## 歴史
1920年代のドイツにおいて、建築家のエルンスト・マイが設計した公営住宅向けとして、オーストリアの建築家マルガレーテ・シュッテ・リホツキーが設計したフランクフルト・キッチンが先駆けとされる。このキッチンは統一的なデザインと科学的管理法に基づく合理的な設計であった。
日本でシステムキッチンが最初に使われたのは、1973年（昭和48年）にクリナップのショールームで試作展示されたドイツ風キッチンを指す固有名詞であった。昭和40年代後半から諸外国のビルトインキッチンが日本市場に参入し始めて、国内で普及した。

## 日本国内のシステムキッチンメーカー
- クリナップ
- タカラスタンダード
- トクラス
- ナスラック
- ハウステック
- パナソニック ハウジングソリューションズ
- LIXIL
- TOTO
- ウッドワン
- 長府製作所（ウッドワンのOEM）